# Раневичі
Ране́вичі — село Дрогобицького району Львівської області.

З 2020 року входить до Дрогобицької міської громади.
24 грудня 2020 року на засіданні ІІ сесії Дрогобицької міської ради старостою сіл Раневичі, Почаєвичі, Михайлевичі став колишній голова села Раневичі – Ігор Гірчак.

## Історія
Згадується у грамоті 20 серпня 1409 року, коли король Владислав ІІ Яґайло подарував сусідні села Почаєвичі та Гаї Верхні й Нижні Дрогобицького повіту Станіславові Коритку з правом спадкоємства.
1 серпня 1934 р. було створено гміну Нойдорф в дрогобицькому повіті з центром в селі Нойдорф. До неї увійшли сільські громади: Болехівців, Верхніх Гаїв, Нижніх Гаїв, Нойдорф, Почаєвичів, Раневичів.

У склад села включено колишній хутір Мельники.

## Населення

### Мова
Розподіл населення за рідною мовою за даними перепису 2001 року:
| Мова       | Кількість | Відсоток |
| ---------- | --------- | -------- |
| українська | 1690      | 99.82%   |
| російська  | 3         | 0.18%    |
| Усього     | 1693      | 100%     |

## Постаті
- Комар Юрій Ігорович (1992—2014) — сержант Збройних сил України, учасник російсько-української війни.
- Більовський Андрій
- Ільків Юрій
- Коваль Тарас
- Михайло Малинівський
- Василь Маркевич